# Dagur B. Eggertsson

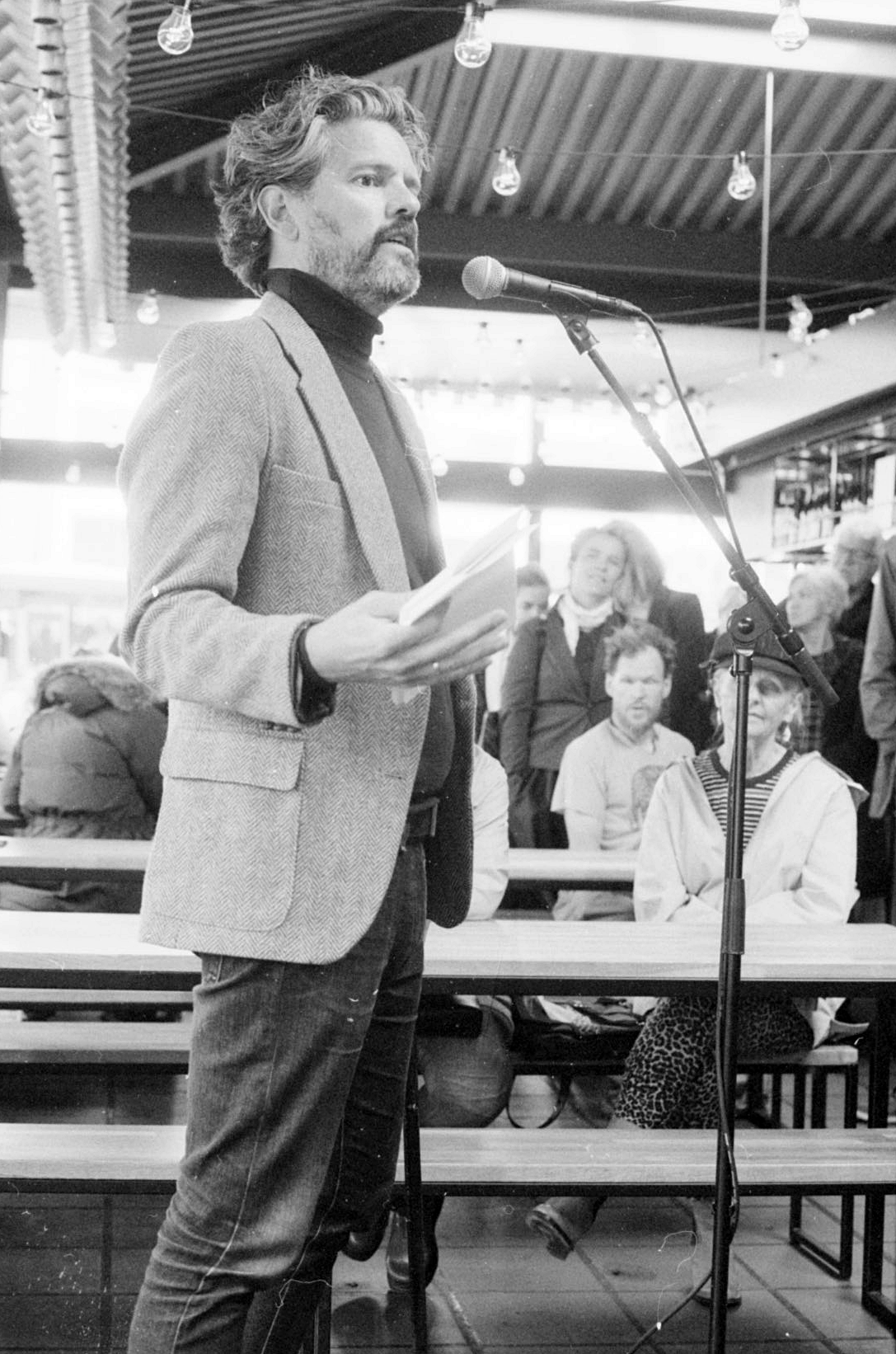
Dagur B. Eggertsson spricht am Hlemmur, 2018

Dagur Bergþóruson Eggertsson (* 19. Juni 1972 in Oslo) ist ein isländischer Politiker (Allianz). Er war Bürgermeister von Reykjavík vom 16. Oktober 2007 bis zum 21. Januar 2008 und vom 17. Juni 2014 bis zum 16. Januar 2024. Bei der Parlamentswahl in Island 2024 wurde er ins isländische Parlament Althing gewählt.

## Leben
Dagur wuchs in Árbæjarhverfi auf, einem Stadtviertel von Reykjavík. Er ist Arzt und war am nationalen Universitätsklinikum von Island Landspítali tätig. Zuvor arbeitete er unter anderem von 1995 bis 1998 beim Radiosender Rás 1 der öffentlich-rechtlichen Rundfunkanstalt Ríkisútvarpið in der Programmplanung zu Wissenschaftsthemen. Neben seinem Medizin-Abschluss (von der Universität Island, 1999) erhielt er 2005 auch einen Master in Menschen- und Völkerrecht der Universität Lund, Schweden.
2002 wurde Dagur in den Stadtrat von Reykjavík gewählt. Seine erste Amtszeit als Bürgermeister begann am 16. Oktober 2007, endete aber abrupt bereits am 21. Januar 2008, als seine Koalition zwischen Allianz, Links-Grüner Bewegung, Fortschrittspartei und Liberaler Partei zerbrach. Das Ende der Koalition nach nur 102 Tagen ging auf das liberale Ratsmitglied Ólafur F. Magnússon zurück, der eine neue Koalition mit der Unabhängigkeitspartei bildete und das Amt des Bürgermeisters übernahm.
Von 2009 bis 2013 war Dagur B. Eggertsson Vizevorsitzender der Allianz. Im Stadtrat von Reykjavík war er von 2010 bis 2014 Vorsitzender der Koalition zwischen Allianz und Besti flokkurinn („Beste Partei“), wobei letztere Partei mit Jón Gnarr den Bürgermeister stellte. Nach dem Wahlsieg der Allianz bei den Kommunalwahlen vom 31. Mai 2014 bildete Dagur eine Koalition zwischen Allianz, Links-Grüner Bewegung, der isländischen Piratenpartei Píratar sowie Björt framtíð („Helle Zukunft“), der Nachfolgepartei der Besti flokkurinn. Er trat sein Amt als Nachfolger von Jón Gnarr, der nicht mehr zur Wahl angetreten war, am 17. Juni 2014 an. Nach den Kommunalwahlen vom 26. Mai 2018 wurde eine Koalition zwischen Allianz, Píratar, Links-Grüner Bewegung und der 2016 gegründeten liberalen „Reform-Partei“ Viðreisn gebildet. Dagur verblieb im Amt des Bürgermeisters.
Auch in der nach den Kommunalwahlen 2022 gebildeten Koalition aus Fortschrittspartei, Allianz, Viðreisn und Píratar war Dagur zunächst Bürgermeister, jedoch einigten sich die Koalitionspartner darauf, dass er aufgrund des guten Resultats der Fortschrittspartei nach 18 Monaten zugunsten von Einar Þorsteinsson (Fortschrittspartei) zurücktreten werde. Einar trat das Amt am 16. Januar 2024 an. Dagur bleibt bis zum Ende der Amtsperiode Mitglied des Stadtrats (borgarstjórn) und wird als Nachfolger von Einar Vorsitzender des städtischen Exekutivrats (borgarráð). Er hat angekündigt, die städtische Politik danach zu verlassen. Dagur hat eine Kandidatur bei der Präsidentschaftswahl in Island 2024 ausgeschlossen. Dabei ließ er zunächst offen, ob er einen Sitz im isländischen Parlament Althing anstrebe. Letztlich trat er für die Allianz zur Parlamentswahl 2024 an und wurde am 30. November ins Althing gewählt.
Dagur B. Eggertsson ist Verfasser der Biographie von Steingrímur Hermannsson (1928–2010, zweimaliger Premierminister Islands), die von 1998 bis 2000 in drei Bänden erschien.